# 亞歷山大·謝爾蓋耶維奇·帕夫洛夫
亞歷山大·謝爾蓋耶維奇·帕夫洛夫（俄语：Александр Сергеевич Павлов，1953年1月1日—）是哈薩克政治家、經濟學家、金融家和銀行家。1999年10月至2000年11月、2002年8月至2004年1月任哈薩克第一副總理，1994年10月至1998年2月、2002年1月至8月任財政部部長，同時兼任副總理。